# Pemphigus
Pemphigus (z řeckého πέμφῐξ pémphix – puchýř, vřídek) je skupina vzácných puchýřnatých autoimunitních onemocnění kůže a sliznice. Buňky epitelu nedrží u sebe v důsledku napadení mezibuněčných spojů autoimunitními protilátkami. Tvoří se puchýře vyplněné tekutinou a uvolněnými epiteliálními buňkami, které velmi bolí a snadno praskají.

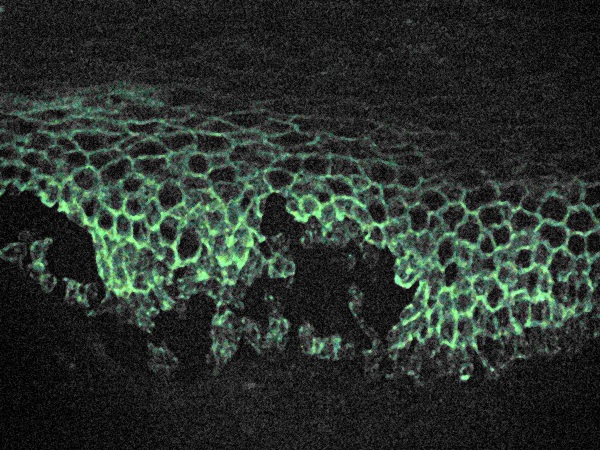
Mikroskopický obrázek za využití metody přesné imunofluorescence a IgG. Na snímku je tkáň pacienta s nemocí Pemphigus vulgaris. Lze si povšimnout nakumulování IgG v mezibuněčných prostorách u vrstvy kůže epidermis a také raného stádia váčku způsobeného akantolýzou.

## Dělení
Existuje několik hlavních variant tohoto onemocnění
- Pemphigus vulgaris je nejčastější formou tohoto onemocnění. Protilátky napadají Desmoglein 3. Nejčastěji se puchýře objevují v dutině ústní a onemocnění se projeví nejběžněji ve věku 40–60 let. Onemocnění je velmi bolestivé.
- Pemphigus foliaceus je nejméně vážný druh tohoto onemocnění. Protilátky jsou proti Desmogleinu 1, který se vyskytuje pouze ve vrchní vrstvě kůže. Puchýře se vyskytují na kůži hlavy a na těle, v dutině ústní se puchýře nenalézají. Onemocnění se může splést s ekzémem a není tolik bolestivé jako Pemphigus vulgaris.
- Paraneoplastický pemphigus je komplikací při rakovině, zvláště při určitých typech lymfomů. Může předcházet samotné diagnostice rakoviny. Onemocnění postihuje rty, dutinu ústní a jícen. Může také postihnout plíce. Po odstranění nádoru se slizniční léze mohou zhojit.

## Etiologie
Imunitní systém vytváří protilátky proti proteinu desmogleinu. Desmoglein je součástí buněčného spoje desmozomu, který "jako lepidlo" drží buňky epitelu pohromadě. Buňky tedy k sobě nedrží a vytvoří se slizniční či podslizniční puchýře, které se špatně hojí. Toto oddělení buněk od sebe v důsledku narušení mezibuněčných spojů se jmenuje akantolýza.

## Léčba
Léky potlačující imunitní systém, tzv. imunosupresiva (např. Prednison, Imuran, Cyclophosphamide). V těžších případech plazmaferéza, kdy se pacientovi vymění krevní plazma, která obsahuje škodlivé protilátky. Šetrnější metodou je imunoadsorpce, kdy se z krevní plazmy selektivně odstraní jen protilátky.